# Motor Sich (compañía aérea)
Motor Sich es una aerolínea basada en Zaporizhia, Ucrania. Opera servicios de pasajeros y de carga, tanto en vuelos chárter como en vuelos regulares. Su base principal es el aeropuerto de Mokraya, en Zaporizhia. La aerolínea estuvo en la Lista negra de compañías aéreas de la Unión Europea en 2009. Actualmente posee permisos necesarios para volar en el espacio europeo. 

## Historia
La aerolínea fue establecida en 1984 y propiedad totalmente del fabricante de motores Motor Sich. 
El 24 de febrero de 2022, Ucrania cerró su espacio aéreo a los vuelos civiles debido a la invasión rusa. La aerolínea ha suspendido todos los vuelos hasta nuevo aviso.

## Destinos
| Países         | Destinos  | Aeropuertos                                                                                |
| -------------- | --------- | ------------------------------------------------------------------------------------------ |
| Arabia Saudita | Riad      | Aeropuerto Internacional Rey Khalid                                                        |
| Bielorrusia    | Minsk     | Aeropuerto Internacional de Minsk (suspendido tras el incidente del vuelo 4978 de Ryanair) |
| Ucrania        | Kiev      | Aeropuerto Internacional de Kiev                                                           |
| Ucrania        | Leópolis  | Aeropuerto Internacional de Leópolis                                                       |
| Ucrania        | Nicolaiev | Aeropuerto Internacional de Nicolaiev                                                      |
| Ucrania        | Odesa     | Aeropuerto Internacional de Odesa                                                          |
| Ucrania        | Zaporiyia | Aeropuerto Internacional de Zaporizhia HUB                                                 |

## Flota
En octubre de 2024, la flota de la aerolínea Motor Sich consistía en los siguientes aviones:
| Aeronaves       | En servicio | Pedidos | Pasajeros (clase única) | Matrículas | Año de construcción |
| --------------- | ----------- | ------- | ----------------------- | ---------- | ------------------- |
| Antonov An-12   | 2           | —       | Carga                   | UR-11819   | 1966                |
| Antonov An-12   | 2           | —       | Carga                   | UR-11316   | 1969                |
| Antonov An-24RV | 2           | —       | 44                      | UR-47297   | 1971                |
| Antonov An-24RV | 2           | —       | 44                      | UR-MSI     | 1972                |
| Antonov An-24RV | 2           | —       | 44                      | UR-BXC     | 1973                |
| Antonov An-72   | 1           | —       | 52                      | UR-74026   | 1992                |
| Antonov An-140  | 3           | —       | 52                      | UR-14004   | 2002                |
| Antonov An-140  | 3           | —       | 52                      | UR-14005   | 2003                |
| Antonov An-140  | 3           | —       | 52                      | UR-14007   | 2004                |
| PZL-Mielec An-2 | 1           | —       | ??                      | UR-EXB     | 1984                |
| Yakovlev Yak-40 | 3           | —       | 37                      | UR-VBV     | 1975 (config. VIP)  |
| Yakovlev Yak-40 | 3           | —       | 37                      | UR-MSX     | 1975                |
| Yakovlev Yak-40 | 3           | —       | 37                      | UR-88310   | 1979                |
| Total           | 12          | —       |                         |            |                     |

### Flota histórica
| Aeronaves       | Total | Introducido | Retirado | Matrículas                              |
| --------------- | ----- | ----------- | -------- | --------------------------------------- |
| Antonov An-26   | 4     | 1985        | 2000     | CCCP-26598, UR-26199, UR-26244 y UR-BXF |
| Antonov An-74   | 1     | 1994        | ??       | UR-74026 (reconvertido en An-72)        |
| Mil Mi-8        | 1     | 2012        | 2018     | UR-MSF                                  |
| Yakovlev Yak-42 | 1     | ??          | ??       | UR-42410 (rrg. UP-Y4205)                |